# Nišapur
Nišapur (perz. نیشابور) je grad na sjeveroistoku Irana, smješten na plodnoj ravnici u podnožju planine Binalud, u blizini regionalnog središta, grada Mašhad. Nišapur je jedan od najvećih gradova iranske pokrajine Razavi Horasan. Prema predaji, grad je u 3. stoljeću osnovao Šapur I., veliki kralj Sasanidskog Perzijskog Carstva. Nišapur se nalazi na važnoj strateškoj poziciji na Putu svile. 